# マディソン郡 (ネブラスカ州)
座標: 北緯41度55分 西経97度36分 / 北緯41.92度 西経97.60度
マディソン郡（英: Madison County）は、アメリカ合衆国のネブラスカ州にある郡。人口は35,226人（2000年）で、郡庁所在地はマディソン (Madison)。隣接するピアース郡、スタントン郡とはノーフォーク小都市圏を構成している。
ネブラスカ州のナンバープレートで、マディソン郡の車両は最初の数字が7になっている。これは1922年にナンバープレートの制度を確立した際、マディソン郡の車両登録台数が州内の郡のなかで7番目に多かったからである。

## 地理
アメリカ合衆国国勢調査局によると、この郡は総面積1,489 km2 (575 mi2) である。このうち1,483 km2 (573 mi2)が陸地で、6 km2 (2 mi2) が川や湖などの水地域である。総面積のうちの0.43%が水地域となっている。

### 隣接する郡
- ピアース郡（北）
- スタントン郡（東）
- プラット郡（南）
- ブーン郡（南西）
- アンテロープ郡（北西）

## 人口動静

2000年国勢調査時の郡の人口ピラミッド

2000年国勢調査によると、マディソン郡には35,226人、13,436世帯、及び8,894家族が暮らしている。人口密度は24/km2 (62/mi2) で、10/km2 (25/mi2) の平均的な密度に14,432軒の住居が建っている。この郡の人種の構成は白人91.35%、黒人（アフリカ系アメリカ人）0.94%、先住民1.19%、アジア系0.40%、太平洋諸島系0.03%、その他の人種5.06%、及び混血1.03%で、8.64%の人々がヒスパニックまたはラテン系である。
マディソン郡に住む13,436世帯のうち、33.20%は18歳未満の子供と暮らしており、54.70%は夫婦で生活している。8.40%は未婚の女性が世帯主であり、33.80%は家族以外の住人と同居している。27.90%は独居で、全世帯の12.40%は65歳以上の独居老人世帯である。1世帯あたりの平均人数は2.52人であり、家庭の場合は3.12人である。
郡の住民は26.80%が18歳未満の子供で、18歳以上24歳以下が11.60%、25歳以上44歳以下が27.10%、45歳以上64歳以下が20.10%、および65歳以上が14.40%となっている。平均年齢は35歳である。女性100人に対して男性は98.50人いて、18歳以上の女性100人に対しては男性は94.80人いる。
郡の世帯ごとの平均収入は35,807米ドルで、家族ごとでは45,073米ドルである。男性の30,631米ドルに対して女性は21,343米ドルの平均的な収入がある。この郡の一人当たりの収入 (per capita income) は16,804米ドルである。総人口の11.20%、家族の7.50%は貧困線以下である。18歳未満の子供の13.00%および65歳以上の11.50%は貧困線以下の生活を送っている。

## 都市および村
- ノーフォーク
- マディソン（郡庁所在地）
- バトル・クリーク (en:Battle Creek, Nebraska)
- メドウ・グローブ (en:Meadow Grove, Nebraska)
- ニューマン・グローブ (en:Newman Grove, Nebraska) プラット郡にまたがって位置している
- ティルデン (en:Tilden, Nebraska) アンテロープ郡にまたがって位置している